# Secret bancari
El secret bancari és aquella facultat que té una entitat financera, davant les administracions públiques, de no revelar les dades bancàries i informació privada dels seus clients.

## Concepte
El secret bancari consisteix en la protecció que els bancs i institucions financeres han d'atorgar a la informació relativa als dipòsits i captacions de qualsevol naturalesa, que rebin dels seus clients. S'entén que aquesta informació és part de la privacitat dels clients del sistema financer. Si no existís aquesta norma, qualsevol persona podria sol·licitar en un banc, per exemple, informació sobre els moviments dels comptes d'una persona.
A Espanya, el secret bancari no va estar pròpiament regulat fins a la llei de 22 de novembre de 2002, en la disposició addicional 17 º, encara que abans d'estar regulat es recolzava aquest deure de secret bancari en el que exposa en l'Art 1248 del Codi Civil, que va quedar derogat per la Llei d'enjudiciament civil (LO 1/2000 de 7 de gener).